# Liste der Bodendenkmale in Oldenburg in Holstein
In der Liste der Bodendenkmale in Oldenburg in Holstein sind die Bodendenkmale der Gemeinde Oldenburg in Holstein nach dem Stand der Bodendenkmalliste des Archäologischen Landesamts Schleswig-Holstein von 2016 aufgelistet. Die Baudenkmale sind in der Liste der Kulturdenkmale in Oldenburg in Holstein aufgeführt.
| Denkmal-ID           | Befundart           | Bezeichnung                                      | Zeitstellung                 | Lage | Bemerkungen           | Bild |
| -------------------- | ------------------- | ------------------------------------------------ | ---------------------------- | ---- | --------------------- | ---- |
| aKD-ALSH-Nr. 002 153 | Grabmal > Grabhügel | Grabhügel „Rauher Berg“                          | Vor- und/oder Frühgeschichte |      |                       |      |
| aKD-ALSH-Nr. 002 154 | Grabmal > Grabhügel | Grabhügel                                        | Vor- und/oder Frühgeschichte |      |                       |      |
| aKD-ALSH-Nr. 002 155 | Grabmal > Grabhügel | Grabhügel                                        | Vor- und/oder Frühgeschichte |      |                       |      |
| aKD-ALSH-Nr. 002 156 | Grabmal > Grabhügel | Grabhügel                                        | Vor- und/oder Frühgeschichte |      |                       |      |
| aKD-ALSH-Nr. 002 157 | Grabmal > Grabhügel | Grabhügel                                        | Vor- und/oder Frühgeschichte |      |                       |      |
| aKD-ALSH-Nr. 002 158 | Befestigung > Burg  | Burg/Motte/Ringwall/Turmhügel „Oldenburger Wall“ | Frühmittelalter              |      | slawische Fürstenburg |      |
| aKD-ALSH-Nr. 002 159 | Grabmal > Langbett  | Langbett/Steinreihe                              | Neolithikum                  |      |                       |      |
| aKD-ALSH-Nr. 002 160 | Grabmal > Langbett  | Langbett/Steinreihe                              | Neolithikum                  |      |                       |      |
| aKD-ALSH-Nr. 002 161 | Grabmal > Grabhügel | Grabhügel                                        | Vor- und/oder Frühgeschichte |      |                       |      |
| aKD-ALSH-Nr. 002 162 | Grabmal > Langbett  | Langbett/Steinreihe                              | Neolithikum                  |      |                       |      |
| aKD-ALSH-Nr. 002 163 | Grabmal > Langbett  | Langbett/Steinreihe                              | Neolithikum                  |      |                       |      |
| aKD-ALSH-Nr. 002 164 | Grabmal > Langbett  | Langbett/Steinreihe                              | Neolithikum                  |      |                       |      |
| aKD-ALSH-Nr. 002 165 | Grabmal > Langbett  | Langbett/Steinreihe                              | Neolithikum                  |      |                       |      |
| aKD-ALSH-Nr. 002 166 | Grabmal > Langbett  | Langbett/Steinreihe                              | Neolithikum                  |      |                       |      |
| aKD-ALSH-Nr. 002 167 | Grabmal > Grabhügel | Grabhügel                                        | Vor- und/oder Frühgeschichte |      |                       |      |
| aKD-ALSH-Nr. 002 168 | Grabmal > Grabhügel | Grabhügel                                        | Vor- und/oder Frühgeschichte |      |                       |      |